# John Bigler

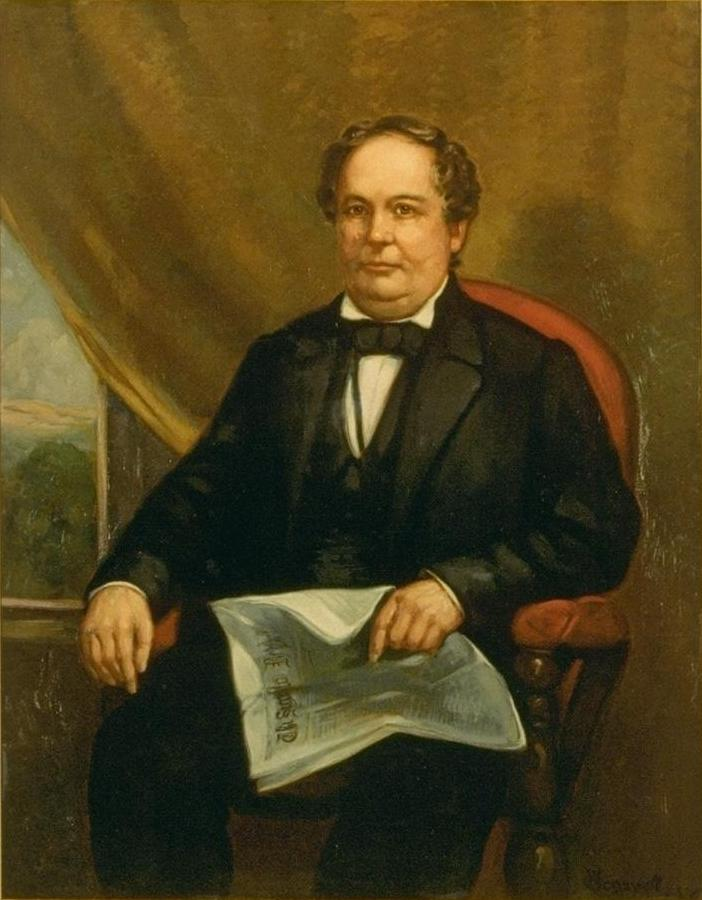
John Bigler

John Bigler (* 8. Januar 1805 in Carlisle, Pennsylvania; † 29. November 1871 in Sacramento, Kalifornien) war ein US-amerikanischer Politiker und dritter Gouverneur des Bundesstaates Kalifornien.

## Biografie

### Jugend
Bigler arbeitete schon früh in einem Zeitungsverlag. Da weder er noch sein Bruder William jemals eine reguläre Ausbildung genossen hatten, brachte er sich selbst und seinem Bruder das Nötigste bei. 1831 zogen die Brüder nach Bellefonte im Centre County. Dort wurden sie Verleger des Centre Democrat, einer Zeitung, die Andrew Jackson und der Demokratischen Partei nahestand. 1835 verließ John die Zeitung zur Aufnahme eines Jura-Studiums.
Als die Nachricht vom kalifornischen Goldrausch Mitte 1848 die Ostküste erreichte, beschloss der inzwischen zum Rechtsanwalt promovierte Bigler, ebenfalls nach Kalifornien zu gehen, um dort juristisch tätig zu werden. Als er 1849 in Sacramento ankam, musste er feststellen, dass es keine offenen Stellen gab. In der Folge nahm er verschiedene Gelegenheitsjobs an, um sich finanziell über Wasser halten zu können. Als die ersten allgemeinen Wahlen in Kalifornien anstanden, fasste er den Beschluss, in die Politik zu gehen. Er kandidierte als Demokrat für die Stadt Sacramento und wurde gewählt.

### Einstieg in die Politik
Nachdem er in der Politik Fuß gefasst hatte, machte er schnell Karriere. Im Februar 1850 wurde er zum Präsidenten (Speaker) der California State Assembly gewählt und damit landesweit bekannt. Sein persönlicher Einsatz während einer Cholera-Epidemie förderte seinen Bekanntheitsgrad. Im Mai 1851 wurde er von der Demokratischen Partei als Kandidat für die Gouverneurswahl aufgestellt. Sein Gegner war der Whig-Kandidat Pierson B. Reading, der Bigler als ungeschliffenen Nordstaatler und grantigen Yankee abqualifizierte, während er sich als gebildeter Südstaatler präsentierte. Bigler gewann die Wahl mit knapp über 1000 Stimmen Vorsprung. Bis heute ist dieses Wahlergebnis das knappste in der Geschichte der kalifornischen Gouverneurswahlen.

### Zeit als Gouverneur
Am 8. Januar 1852 trat John Bigler sein neues Amt an. Sein Hauptaugenmerk war auf den Schutz der profitablen kalifornischen Bergwerke gegen auswärtige Monopolisten gerichtet. Ein weiteres Anliegen Biglers war die Beschleunigung der Industrialisierung des Landes. Im Gegensatz zu seinem unmittelbaren Vorgänger John McDougal, der die Immigration aus China gefördert hatte, lehnte er diese strikt ab. Schrittweise führte er eine Kopfsteuer für Chinesen ein, um die Einwanderung zu erschweren. Zuletzt verlangte er eine 50-Dollar-Kopfprämie von jedem neuen Einwanderer aus China, die innerhalb von drei Tagen bezahlt werden musste. Später wurde dieses Gesetz vom Obersten Gerichtshof des Landes als nicht verfassungsgemäß verworfen.
Als in der Folge der Goldfunde in Australien und dem gleichzeitigen Rückgang der kalifornischen Goldproduktion Anfang der 1850er-Jahre eine Wirtschaftskrise ausbrach, kam es in Kalifornien zu rassistischen Übergriffen auf die verbliebenen Chinesen, die zum Sündenbock für die Krise gemacht wurden. Gouverneur Bigler nutzte diese antichinesische Stimmung, um seine Popularität zu steigern. 1852 forderte Gouverneur John Bigler eine Begrenzung der chinesischen Einwanderung durch Steuererhebungen und das Verbot von coolies (billige und leicht auszubeutende Arbeiter). Zwar scheiterte Biglers Antrag, seine Rede kann dennoch als Beginn der politischen und rassistischen Anti-Chinese-Bewegung angesehen werden. Ab 1853 wurde auch Kalifornien in den amerikanischen Streit um die Sklaverei hineingezogen. Biglers demokratische Partei zerbrach über der Frage in zwei gegnerische Lager. Bigler und seine Anhänger gründeten die sogenannte Free Soil Fraktion der Demokratischen Partei, die sich ähnlich wie die auf Bundesebene entstandene Free Soil Party formierte und die Ausbreitung der Sklaverei verhindern wollte. Für die nächsten Wahlen stellten beide Fraktionen der Demokratischen Partei eigene Kandidaten auf. Bigler wurde von seiner Fraktion nominiert und konnte sich gegen seine Gegner durchsetzten. Er blieb bis 1914 der einzige Gouverneur von Kalifornien, der eine direkte Wiederwahl schaffte. In seiner zweiten Amtszeit setzte er den bereits eingeschlagenen Weg fort. Ein neues Problem war die Bestimmung der Hauptstadt von Kalifornien. Man hatte erst wenige Jahre zuvor die Hauptstadt von San José nach Vallejo verlegt. Diese Stadt erfüllte allerdings nicht die Ansprüche eines Regierungssitzes. Es gab kaum Gebäude, Möbel oder sonstige Einrichtungen in Vellejo. Angesichts dieser Verhältnisse schlug Bigler vor, den Regierungssitz vorübergehend nach Sacramento zu verlegen, während Vallejo die eigentliche Hauptstadt bleiben sollte. Unwetter zerstörten Teile beider Städte, so dass der Regierungssitz zunächst nach Benicia verlegt wurde. Doch auch dort fehlte es an der nötigen Infrastruktur. Als sich dann Sacramento erneut anbot, die Funktion der Hauptstadt zu übernehmen, unterschrieb der Gouverneur am 25. Februar 1854 mit Billigung des Parlaments ein Gesetz, das die Hauptstadt endgültig nach Sacramento verlegte.

### Abwahl Biglers
1855 wurde Bigler für eine dritte Amtszeit nominiert. Allerdings hatte seine Popularität inzwischen gelitten. Die antichinesische Immigrationspolitik fand nicht mehr die gleiche Zustimmung wie in den Jahren zuvor. Man machte den Gouverneur nun auch für wirtschaftliche Probleme und eine steigende Staatsverschuldung verantwortlich. Schließlich unterlag er bei den Wahlen dem Kandidaten der Know-Nothing Party, John Neely Johnson. Bigler war damit auch der erste kalifornische Gouverneur, der abgewählt wurde.
Nach seinem Ausscheiden trat er in den diplomatischen Dienst der Bundesregierung. Auf den Rat seines Bruders William, der inzwischen Gouverneur von Pennsylvania geworden war, ernannte Präsident James Buchanan John Bigler zum Botschafter der Vereinigten Staaten in Chile, wo er auf David A. Starkweather folgte. 1863 unternahm er einen vergeblichen Versuch, in den Kongress gewählt zu werden. 1868 erwarb er schließlich die Zeitung Capitol Reporter, die er bis zu seinem Tod am 29. November 1871 herausgab.

## Würdigung
Eine Zeit lang wurde der heutige Lake Tahoe in Kalifornien zu seinen Ehren Lake Bigler genannt. Der Name konnte sich aber nicht durchsetzen und wurde ab 1862 nicht mehr verwendet.